# Molocine (Molocine), Sakî
Molocine (în ucraineană Молочне) este localitatea de reședință a comunei Molocine din raionul Sakî, Republica Autonomă Crimeea, Ucraina.

## Demografie
Componența lingvistică a localității Molocine
     Rusă (68,28%)
     Tătară crimeeană (16,01%)
     Ucraineană (14,64%)
     Alte limbi (0,25%)
Conform recensământului din 2001, majoritatea populației localității Molocine era vorbitoare de rusă (68,28%), existând în minoritate și vorbitori de tătară crimeeană (16,01%) și ucraineană (14,64%).